# La Chanteuse Pivoine rouge
Pour plus de détails, voir Fiche technique et Distribution.
La Chanteuse Pivoine rouge (chinois simplifié : 歌女红牡丹 ; pinyin : Gēnǚ gōng mǔdān), est un film musical sentimental chinois réalisé par Zhang Shichuan et sorti en 1931.
L'intrigue est centré sur le personnage Pivoine rouge, interprétée par Hu Die, qui est prisonnière d'un mariage abusif mais se sent obligée de persévérer. Il s'agit du premier film sonore réalisé en République de Chine, fruit d'une coopération entre la production d'images de la société Mingxing et la technologie du son de Pathé Frères. Le tournage dure six mois et mobilise une équipe nombreuse, y compris des professeurs de langue, pour surmonter les difficultés techniques. Le film, que l'on croit aujourd'hui perdu, a été bien accueilli par le public.

## Synopsis
La célèbre actrice Pivoine rouge vit avec son mari violent, dont elle soutient les habitudes dispendieuses par sa carrière. Contrainte par les mœurs de rester dans cette relation malheureuse, elle devient dépressive et s'abîme la voix. Alors que sa carrière pâtit, son mari continue à dépenser sans compter, ce qui l'amène à vendre leur fille à une maison close lorsqu'il n'a plus d'argent. Sa liberté est achetée par l'un des prétendants de Pivoine rouge. Le mari est bientôt arrêté pour homicide involontaire. Malgré leur passé, Pivoine Rouge lui pardonne et fait campagne pour une libération anticipée. Le mari, touché, commence à s'efforcer de devenir un homme meilleur.

## Fiche technique
- Titre français : La Chanteuse Pivoine rouge[4],[2],[5]
- Titre original chinois : 歌女红牡丹, Gēnǚ gōng mǔdān[6]
- Réalisation : Zhang Shichuan
- Scénario : Hong Shen
- Photographie : Keyi Dong (zh)
- Sociétés de production : Mingxing
- Pays de production :  République de Chine
- Langue originale : mandarin
- Format : Noir et blanc - Son mono
- Genre : Film musical sentimental
- Durée : 180 minutes
- Dates de sortie : 
  - République de Chine : 3 mars 1931

## Distribution
- Hu Die : Pivoine rouge
- Wang Xianzhai : Chen Faxiang
- Xia Peizhen : Fille en or
- Gong Jianong : Jiang Yucheng